# إميل جونز
إميل جونز (بالإنجليزية: Emil Jones)‏ (و. 1935 – م) هو سياسي من الولايات المتحدة الأمريكية ولد في شيكاغو.